# Kjell Wätjen
Kjell-Arik Wätjen (Gevelsberg, 2006. február 16. –) német labdarúgó, a VfL Bochum játékosa (kölcsönben a Borussia Dortmund csapatától), középpályás.

## Pályafutása

### Klubcsapatokban

#### Borussia Dortmund
Wätjen a Borussia Dortmund sajátnevelésű játékosa, habár fiatalon elsőként a szülővárosa csapatában, az FSV Gavelsberg akadémistája volt. 2024. március 27-én megkötötte első profi felnőtt szerződését a sárga-feketékkel, egészen 2028-ig. 2024. május 4-én mutatkozott be a felnőtt csapatban kezdőként, Edin Terzić csapatában, az Augsburg elleni 5-1-re végződő Bundesliga mérkőzésen. 2025. június 24-én jelentették be, hogy a 2025–26-os szezont kölcsönben a másodosztályban szereplő Bochumban tölti.

### Válogatottban
2023-ban a német U17-es válogatottal megnyerte a Magyarországon rendezett U17-es labdarúgó-Európa-bajnokságot.

## Sikerei, díjai
Németország U17
- U17-es labdarúgó-Európa-bajnokság: 2023